# Paviken
Paviken este o arie protejată (arie specială de conservare — SAC, sit de importanță comunitară — SCI, arie de protecție specială avifaunistică — SPA) din Suedia întinsă pe o suprafață de 75,9 ha, integral pe uscat.

## Localizare
Centrul sitului Paviken este situat la coordonatele 57°27′22″N 18°08′33″E / 57.4561°N 18.1425°E.

## Înființare
Situl Paviken a fost declarat sit de importanță comunitară în decembrie 1995 pentru a proteja 1 specie de plante și 3 specii de animale. Alte tipuri de protecție:
- arie de protecție specială avifaunistică (în martie 1996)[2]
- arie specială de conservare (în martie 2011)[1][3][4]

## Biodiversitate
Situată în ecoregiunea boreală, aria protejată conține 4 habitate naturale: Lacuri eutrofice naturale cu vegetație de tip Magnopotamion sau Hydrocharition, Păduri aluvionare cu Alnus glutinosa și Fraxinus excelsior (Alno-Padion, Alnion incanae, Salicion albae), Pajiști uscate seminaturale și facies de acoperire cu tufișuri pe substraturi calcaroase (Festuco-Brometalia) (* situri importante pentru orhidee), Liziere de ierburi înalte hidrofile de câmpie și de nivel montan până la alpin.
La baza desemnării sitului se află mai multe specii protejate:
- plante (1): Corydalis gotlandica
- păsări (3): buhai de baltă (Botaurus stellaris), erete de stuf (Circus aeruginosus), cresteț pestriț (Porzana porzana)